# Inuit Timersoqatigiiffiat-79 Nuuk
L'Inuit Timersoqatigiiffiat-79 Nuuk (dal groenlandese: club delle nostre origini) è una squadra di calcio groenlandese, con sede a Nuuk.
Milita nell'Angutit Inersimasut GM (conosciuto anche come Coca Cola GM per motivi di sponsor), la massima serie nazionale.
Dato che il calcio in Groenlandia è praticabile solo in alcuni periodi compresi fra luglio e agosto per via delle temperature estremamente fredde tipiche del territorio (il campionato si tiene infatti durante una sola settimana ad agosto) l'IT-79, come anche altre squadre di calcio groenlandesi, possiede anche una squadra di futsal composta pressoché dagli stessi giocatori che formano la squadra di calcio. La squadra di calcio ha conquistato il suo primo campionato nazionale nel 2017, mentre quella di futsal nel 2016.

## Storia
Viene fondata nel 1979 col nome di Inuit Timersoqatigiiffiat-79 come associazione sportiva col fine di raggruppare i groenlandesi residenti in Groenlandia e i Groenlandesi che studiavano e vivevano a Copenaghen.Lo scopo dell'associazione, che cercava e ammetteva solo Groenlandesi residenti o studianti a Copenaghen, era di mantenere in forma e in salute i membri dell'associazione e di aumentare il legame fra i locali e gli studenti.
Il primo presidente dell'associazione fu Thomas Isbosethsen e il club esordì nel campionato danese di calcio.
Molti degli studenti tornarono nel 2000 a Nuuk e fondarono una nuova associazione sportiva chiamata Inuit Timersoqatigiiffiat-79 Nuuk che serviva per rincontrarsi fra i vecchi membri e organizzare partite di calcio.
La prima direzione vedeva come presidente Morten R. Hansen, come vice-presidente Finn Meinel, come tesoriere Tønnes O.K. Berthelsen, come segretario Jan H. Pedersen e come auditor Mikkel Skourup.
Tra il 2001 e il 2007 il presidente fu Palle Frederiksen e dal 2008 il presidente è Mogens Nathansen.
Il club venne rifondato nel 2014 dopo essere stato in "ibernazione" per 4 anni, durante questo periodo un gruppo di ragazzi iniziò ad allenarsi col club femminile, il gruppo andò pian piano ad allargarsi fino ad avere i numeri per poter rifondare il club, che si ritrovò con parecchi giocatori di tutte le età a disposizione.
Il club è ora tra i 3 più importanti della Groenlandia e ha conquistato nel 2017 il suo primo titolo nazionale imponendosi ai rigori contro il Boldklubben af 67 (campione uscente e detentrice degli ultimi 5 campionati nazionali) dopo un risultato parziale di 2-2 ai tempi supplementari. La finale si tenne a Qeqertarsuaq, sull'isola di Disko, soprannominata dai locali "il nostro Grand Canyon"; le squadre raggiunsero l'isola solo dopo 18 ore di navigazione.
Prima di ciò il club aveva ottenuto un terzo posto nel 2014 e un secondo posto nel 2015.

## Palmares
- Campionato Groenlandese: 1

2017